# Gabriella Boccardo
Gabriella Boccardo (1946) è un'attrice italiana.

## Biografia
Sorella dell'attrice Delia Boccardo, nel 1967 consegue il diploma presso il Centro sperimentale di cinematografia. Durante la sua carriera cinematografica, dalla fine degli anni sessanta alla metà degli anni settanta, utilizza spesso lo pseudonimo Gabriella Grimaldi. 
Nel 1968 fa il suo debutto sullo schermo in un ruolo secondario nel film Quella sporca storia nel West di Enzo G. Castellari, interpretando un personaggio ispirato all'Ofelia di William Shakespeare. Il regista Elio Petri le affida un ruolo da protagonista nel film Un tranquillo posto di campagna (1969), al fianco di Vanessa Redgrave e Franco Nero. Recita inoltre accanto a Catherine Spaak in Una ragazza piuttosto complicata (1969) di Damiano Damiani.
Il regista Sidney Lumet la ingaggia per un ruolo secondario in La virtù sdraiata (1969). Nel film La donna a una dimensione (1969) interpreta la figlia di Françoise Prévost. Vittorio De Sisti la sceglie nel 1971 per il ruolo principale in Quando la preda è l'uomo.
Diventa nota a livello internazionale con il ruolo della nuora di Annie Girardot ne La divorziata (1972) di Serge Korber. Nel film Daniele e Maria (1973) recita con Peter Firth, e in Bisturi - La mafia bianca (1974) di Luigi Zampa è accanto a Senta Berger. Nel 2006 dirige la seconda unità di regia del film Saremo film.

## Filmografia

### Cinema
- La prova generale, regia di Romano Scavolini (1968)
- Quella sporca storia nel West, regia di Enzo G. Castellari (1968)
- Un tranquillo posto di campagna, regia di Elio Petri (1969)
- Una ragazza piuttosto complicata, regia di Damiano Damiani (1969)
- La virtù sdraiata (The Appointment), regia di Sidney Lumet (1969)
- La donna a una dimensione, regia di Bruno Baratti (1969)
- La divorziata (Les feux de la chandeleur), regia di Serge Korber (1972)
- Quando la preda è l'uomo, regia di Vittorio De Sisti (1972)
- Daniele e Maria, regia di Ennio De Concini (1973)
- Bisturi - La mafia bianca, regia di Luigi Zampa (1974)

### Televisione
- Come un uragano, regia di Silverio Blasi – miniserie TV (1971)